# Kronologi över kvinnans rättigheter

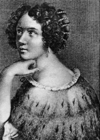
Elena Cornaro Piscopia. Första kvinnan med doktorsgrad, 1678.

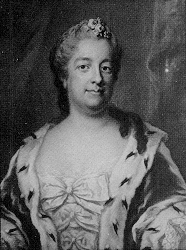
Eva Ekeblad. Första kvinnan i vetenskapsakademien, 1748.

Denna lista är menad att utgöra en kronologi över de lagar som införts för könens likställdhet. Den fokuserar inte på rösträtten utan på alla formella rättigheter i samhället.   

## Kronologi

### Före 1800
1678
- Italien: Elena Cornaro Piscopia är den första kvinnan som erhåller doktorsgrad.

1748
- Sverige: Eva Ekeblad ledamot i vetenskapsakademien.

1772
- Sverige: Änkor och "värnlösa" kvinnor får rätt att bedriva tobakshandel.[1]

1773
- Sverige: Ulrika Pasch ledamot i Konstakademien.

1778
- Sverige: Barnamordsplakatet: Ogifta kvinnor tillåts föda barn anonymt på annan ort än sin hemort, för att slippa social utstötning, och ska slippa svara på frågor från myndigheter om barnets födelse.

1782
- Sverige: Elisabeth Olin ledamot i Musikaliska akademien.

1788
- Sverige: Aurora Liljenroth avlägger studentexamen.

1789
- Frankrike: Vid städerförsamlingen inför Franska revolutionen inlämnas flera förslag om allmän rösträtt, och i dessa ingår krav även på kvinnlig rösträtt, som förs fram främst av Markis de Condorcet.

1791
- Frankrike: Lika arvsrätt (avskaffad 1804).

1792
- Frankrike: Lika rätt till skilsmässa (avskaffad 1804).

1792
- Frankrike: Åttatusen kvinnor tjänstgör öppet i franska armén fram till 1794; detta förbjuds 1795, då kvinnor uppmanas att "återvända till sina hem".

1793
- Frankrike: Förslaget om kvinnlig rösträtt tas upp i lagförsamlingen. Det franska parlamentet förklarar att det inte finns några formella hinder för att inkludera kvinnor i rösträtten och erkänner det som princip, men frågan läggs sedan åt sidan med formuleringen att man bör skjuta upp dess genomförande.

### 1800-1860
1810
- Sverige: Ogifta kvinnor får möjlighet att ansöka om att bli myndigförklarade av kungen.

1811
- Österrike: Ägorätt för gifta kvinnor och rätten att själv välja yrke.[2]

1832
- England: I samband med rösträttsreformen inlämnas det första kravet på kvinnlig rösträtt men avslås.

1834
- Sverige: Kvinnor får tillåtelse att driva pastejbageri [3]

1839
- Sverige: Tillåtelse att sälja "nipper" (i bemärkelsen småprydnader) [3]

1841
- Bulgarien: Sekulära utbildningsinstitutioner öppnas för flickor, vilket också öppnar läraryrket för kvinnor[4]

1844
- Sverige: Tillåtelse att sälja glasföremål[3]

1845
- Sverige: lika arvsrätt i Sverige.[5]

1846
- Sverige: Hantverks- och handelsyrken öppnas för icke gifta kvinnor .[6]

1847
- Sverige: Nancy Edberg anställs som första simlärare för kvinnor. Hon gör både simundervisning och skridskoåkning tillgängligt för kvinnor.

1849
- Sverige: Tillåtelse att sälja "Smått kram"[3]

1850
- Frankrike: Allmän grundutbildning även för flickor. Flickor till skillnad från pojkar måste dock undervisas av kyrkliga lärare.[2]
- Oregon, USA: Icke gifta kvinnor får äga mark.[2]

1853
- Sverige: Rätt till yrket som folkskollärare[6]

1854
- Norge: Lika arvsrätt.[2]

1855
- Sverige: Lea Ahlborn blir landets första kvinnliga tjänsteman.

1857
- Danmark: Ogift kvinna myndig.[5] Ogift kvinna samma näringsrättigheter som man[7]

1858
- Sverige: Ogifta kvinnor får ansöka vid domstol om att bli myndigförklarade.[5]

1859
- Sverige: Rätt till lägre statstjänst.[6]
- Danmark: rätt till att ta lärarexamen och att undervisa kvinnliga elever vid statliga skolor [7]

### 1860-1899
1861
- Ryssland: kvinnor myndiga.
- Sverige: Tandläkareyrket öppnas för båda könen: Rosalie Fougelberg blir den första kvinnliga tandläkaren.

1863
- Sverige: Ogift kvinna automatiskt myndig vid 25 års ålder.[5]
- Sverige: Telegraf- och posttjänster öppnas för kvinnor.[8]
- Danmark: rätt till att studera vid gymnasium[7] Norge: Kvinnan myndig.

1864
- Finland: Ogift kvinna myndig.
- Sverige: Hustrumisshandel förbjuds[9] Ogifta kvinnor och män lika rättigheter i det privata näringslivet.[6]
- Sverige: Gymnastikyrket öppnas för kvinnor[8]

1865
- Italien: Kvinnor myndiga. Schweiz: Kvinnor får studera.

1866
- Norge: Kvinnor får rätten att välja yrke.[2]

1867
- Danmark: rätt att undervisa manliga elever vid statliga skolor[7]

1869
- Norge: båda könen myndiga vid samma ålder.[5]
- Norge: Läraryrket öppnas för båda kön.
- Österrike: Rätt till statlig lärartjänst i folkskola.[2]
- Ryssland: Statliga föreläsningar och kurser i högre utbildning med rätt till examen börjar hållas för kvinnor. Dessa ger rätten till lägre befattningar inom juridik och medicin, så som advokatbiträden, och till lärartjänst i folkskolor. Alla kvinnokurser utom en enda i Sankt Petersburg stängs dock 1883.[2]
- Sverige: Järnvägstjänster öppnas för kvinnor[8]

1870
- England: Ägorätt för gifta kvinnor (utökad 1882 och 1893).
- Sverige: Kvinnor får avlägga läkarexamen[5][10] (första studentexamen 1871). Nya Zeeland: Ägorätt för gifta kvinnor.

1872
- Sverige : Arrangerade äktenskap förbjuds och båda könen garanteras rätten att välja äktenskapspartner.
- Österrike: Rätt att arbeta inom post och telegrafbyrå.[2]

1873
- Sverige: Båda könen får studera på samma villkor.[5] Kvinnor får avlägga universitetsexamen inom alla yrken utom juridik och teologi[10]

1874
- Nederländerna: Universiteten öppnas för båda kön.
- Italien: universiteten öppnas för båda kön.
- Japan: Kvinnor får bli guvernanter och lärare.
- Sverige: Gifta kvinnor rätt till enskild lön och ekonomi.[6]

1875
- Danmark: universiteten öppnas för båda könen.[5]

1876
- England: kvinnor får studera.

1878
- Finland: lika arvsrätt [5]
- Bulgarien: Allmän grundutbildning och läroverk för flickor[4]

1879
- Frankrike: Allmän läroverksutbildning för båda könen.[2]

1880
- Frankrike: Universiteten öppnas för båda kön[2]
- Belgien: Universiteten öppnas för båda kön.
- Danmark: Gifta kvinnor får rätten till sin egen lön och ekonomi[11]

1881
- Frankrike: Båda könen får öppna bankkonto i eget namn.[2]

1882
- England: Gifta kvinnor myndiga (fullständigt 1887).

1884
- Tyskland: Kvinnan myndig.
- Norge: Kvinnor får studera.[5] Sverige: båda könen myndiga vid samma ålder. * Frankrike: skilsmässa tillåtet även för kvinnor.[2]

1888
- Spanien: universiteten öppnas för båda könen.
- Norge: Gifta kvinnor myndiga.
- Danmark: Fäder blir skyldiga att betala underhåll till utomäktenskapliga barn[11]

1889
- Sverige: Kvinnor valbara till skolvård, fattigvård och andra socialstyrelser.

1890
- Belgien: Alla akademiska yrken öppnas för kvinnor[12]
- Sverige: Apotekaryrket öppnas för kvinnor[8]

1893
- Frankrike: Ogift kvinna myndig.

1894
- Danmark: Även statliga universitet öppnas för båda könen[7]

1895
- Österrike-Ungern: Universiteten öppnas för båda könen.[2]
- Ryssland: Ett medicinskt institut för utbildning av kvinnliga läkare grundas.[2]

1896
- Österrike (då även inkluderar Tjeckien, Slovakien och Ungern): universiteten öppnas för båda könen. Detta är helt genomfört år 1900.

1897
- Polen: universiteten öppnas för båda könen.

1899
- Danmark: Gifta kvinnor myndiga[11] Island: Ägorätt för gifta kvinnor.[2]

### 1900-1999
1900
- Belgien: Ogifta kvinnor myndiga[12]
- Egypten och Tunisien: Flickskolor tillåts.
- Sverige: Kvinnor får inte anställas för gruvarbete. Rätt till obetald ledighet efter förlossning för kvinnliga industriarbetare[6]

1901
- Sverige: Rätt till obetald ledighet efter förlossning för alla kvinnliga anställda[6] * Danmark: Betald mödraledighet för industriarbetare[11]
- Bulgarien: Universiteten öppnas för båda könen[4]

1903
- Sverige: Läkaryrken i statlig tjänst öppnas för båda könen [10]

1905
- Island: Läroverken öppnas för båda könen.[2]
- Ryssland: Universiteten öppnas för båda könen.[2]

1907
- Japan: Samundervisning börjar tillämpas gradvis vid universiteten.
- Sveriges första kvinnliga byggnadsingenjörer: Elin Jacobsson och Anna Sandstedt[13]

1908
- Frankrike: gifta kvinnor myndiga.
- Danmark: Lägre juridiska tjänster öppnas för båda könen[7]
- Danmark: Ogifta mödrar blir förmyndare för sina barn[11]
- Belgien: Kvinnor får vittna inför domstol[2]
- Ryssland: Universiteten öppnas för båda könen.[2]

1909
- Sverige: Formuleringen "Svenske män" som villkor för en rad statliga tjänster tas bort och båda könen får därmed formellt tillträde till de flesta statliga tjänster[10]

1910
- Sverige: Klockareyrket öppnas för båda könen[14]

1913
- Sverige: Rätt till att bli lektorer och rektorer vid statliga verk för båda könen[6]

1920
- Kina: universiteten öppnas för båda könen.

1921
- Danmark: Kvinnor får rätt till statstjänst[7]
- Sverige: Gifta kvinnor myndiga

1922
- Belgien: Juridiska yrken öppnas för kvinnor[15]

1923
- Egypten: Slöjan kommer ur bruk bland den muslimska överklassen.

1925
- Sverige: Behörighetslagen ger kvinnor rätt till alla statliga tjänster utom militära och teologiska.[5]

1926
- Turkiet: Kvinnor blir myndiga och får studera, och slöjan avskaffas.

1927
- Sverige: statliga gymnasier och läroverk får samundervisning och kvinnor behöver inte längre studera vid avgiftsbelagda flickskolor för att kunna studera på universitet[16]

1935
- Iran: universiteten öppnas för båda könen.

1936
- Iran: slöjan avskaffas.

1938
- Sverige : Preventivmedel legaliseras[5]
- Frankrike: Gifta kvinnor myndiga.

1950
- Belgien: Gifta kvinnor myndiga[15]

1971
' Schweiz: Kvinnor i alla schweiziska kantoner har nu rösträtt i federala val.
1973
- USA: Roe mot Wade avgörs av USA:s högsta domstol som etablerar praxis att fri abort ingår i den konstitutionellt skyddade rätten till privatliv.

1975
- Sverige: abort blir tillåten.[5]

### Fotnoter
1. ↑  Alice Lyttkens: Kvinnan börjar vakna. Den svenska kvinnans historia från 1700 till 1840-talet. Bonniers Stockholm 1976
2. 1 2 3 4 5 6 7 8 9 10 11 12 13 14 15 16 17 18 19  Richard J Evans (1979). Kvinnorörelsens historia i Europa, USA, Australien och Nya Zeeland 1840-1920. Helsingborg: LiberFörlag Stockholm. ISBN 91-38-049201
3. 1 2 3 4  ”Arkiverade kopian”. Arkiverad från originalet den 30 september 2023. https://web.archive.org/web/20230930012025/http://www2.ub.gu.se/kvinndata/digtid/03/1910/dagny1910_12.pdf. Läst 15 september 2011.
4. 1 2 3  The Oxford encyclopedia of women in world history, Volym 1 Av Bonnie G. Smith
5. 1 2 3 4 5 6 7 8 9 10 11 12 13  Lilla Focus Uppslagsbok. Focus Uppslagsböcker AB (1979)
6. 1 2 3 4 5 6 7 8  http://www.ub.gu.se/kvinn/portaler/arbete/artal/
7. 1 2 3 4 5 6 7  ”Arkiverade kopian”. Arkiverad från originalet den 4 april 2012. https://web.archive.org/web/20120404224755/http://www.kvinfo.dk/side/342/. Läst 28 november 2011.
8. 1 2 3 4  http://www.ub.gu.se/kvinn/portaler/kunskap/folkbildning/kvinnstyrken.pdf
9. ↑  Kvinnor och våld: en mångtydig kulturhistoria redigerad av Eva Österberg, Marie Lindstedt Cronberg
10. 1 2 3 4  http://www.ub.gu.se/kvinn/portaler/arbete/akademiker/
11. 1 2 3 4 5  ”Arkiverade kopian”. Arkiverad från originalet den 29 maj 2012. https://web.archive.org/web/20120529040814/http://www.kvinfo.dk/side/341/. Läst 29 november 2011.
12. 1 2  ”Arkiverade kopian”. Arkiverad från originalet den 15 april 2012. https://web.archive.org/web/20120415165154/http://www.rosadoc.be/site/rosa/english/pdf/factsheetsenglish/01.pdf. Läst 30 oktober 2012.
13. ↑  Ur tidningen Idun nummer 19/1907
14. ↑  ”Arkiverade kopian”. Arkiverad från originalet den 10 november 2011. https://web.archive.org/web/20111110032009/http://www.ub.gu.se/kvinndata/digtid/03/1910/dagny1910_50.pdf. Läst 15 september 2011.
15. 1 2  http://books.google.se/books?id=EFI7tr9XK6EC&pg=RA2-PA331&dq=feminist+history+belgium&hl=sv&ei=kIjRTomZDu_Z4QSGu6Vo&sa=X&oi=book_result&ct=result&resnum=2&ved=0CDIQ6AEwAQ#v=onepage&q=feminist%20history%20belgium&f=false
16. ↑  http://www.ub.gu.se/kvinn/portaler/kunskap/historik/